# Girul
Girul – miejscowość w Hiszpanii, w Katalonii, w prowincji Girona, w comarce Baixa Cerdanya, w gminie Meranges.
Według danych INE z 2005 roku miejscowość zamieszkiwało 13 osób.